# Élections législatives kazakhes de 2016
Les élections législatives kazakhes de 2016 se déroulent le 20 mars 2016 afin de renouveler les membres du Majilis, le parlement du Kazakhstan. 
Le scrutin est largement remporté par le parti Nour-Otan au pouvoir.

## Contexte
La date est choisie par le président Nursultan Nazarbayev le 20 janvier 2016 lors de la dissolution du Majilis. Cette dernière intervient après sa demande en ce sens le 13 janvier, Nazarbayev expliquant cette action par la crise économique causée par les bas prix du pétrole. Le mandat du Majilis sortant devait normalement expirer à l'automne 2016.

## Système électoral
Le Majilis est composé de 107 sièges pourvus pour cinq ans, dont 98 au scrutin proportionnel plurinominal avec un seuil électoral de 7% dans une unique circonscription nationale. Si un seul parti dépasse le seuil électoral, le parti avec le deuxième plus grand nombre de votes reçoit au moins deux sièges. Les neuf sièges restants sont élus au scrutin indirect par l'Assemblée du peuple, un organe constitué de délégués des assemblées régionales du peuple représentants les différents groupes ethniques du pays.

## Résultats
|                           |                                                       |                                  |                                  |                                  |        |               |  |  |  |
| Parti                     | Parti                                                 | Voix                             | %                                | +/-                              | Sièges | +/-           |  |  |  |
|                           | Nour-Otan                                             | 6 183 757                        | 82,20                            | 1,19                             | 84     | 1             |  |  |  |
|                           | Parti de la démocratie « La voie blanche » (Ak Jol)   | 540 406                          | 7,18                             | 0,23                             | 7      | 1             |  |  |  |
|                           | Parti populaire communiste                            | 537 123                          | 7,14                             | 0,05                             | 7      | en stagnation |  |  |  |
|                           | Parti patriotique démocrate populaire « Auyl » (Auyl) | 151 285                          | 2,01                             | 0,82                             | 0      | en stagnation |  |  |  |
|                           | Parti national social-démocrate (OSDP)                | 88 813                           | 1,18                             | 0,50                             | 0      | en stagnation |  |  |  |
|                           | Birlik                                                | 21 484                           | 0,29                             | Nv                               | 0      | en stagnation |  |  |  |
|                           | Membres élus au scrutin indirect                      | Membres élus au scrutin indirect | Membres élus au scrutin indirect | Membres élus au scrutin indirect | 9      | en stagnation |  |  |  |
|                           |                                                       |                                  |                                  |                                  |        |               |  |  |  |
| Suffrages exprimés        | Suffrages exprimés                                    | 7 522 868                        | 99,43                            |                                  |        |               |  |  |  |
| Votes blancs et invalides | Votes blancs et invalides                             | 43 282                           | 0,57                             |                                  |        |               |  |  |  |
| Total                     | Total                                                 | 7 566 150                        | 100                              | -                                | 107    | en stagnation |  |  |  |
| Abstentions               | Abstentions                                           | 2 244 702                        | 22,88                            |                                  |        |               |  |  |  |
| Inscrits / participation  | Inscrits / participation                              | 9 810 852                        | 77,12                            |                                  |        |               |  |  |  |